# Sinfonia n. 40 (Mozart)

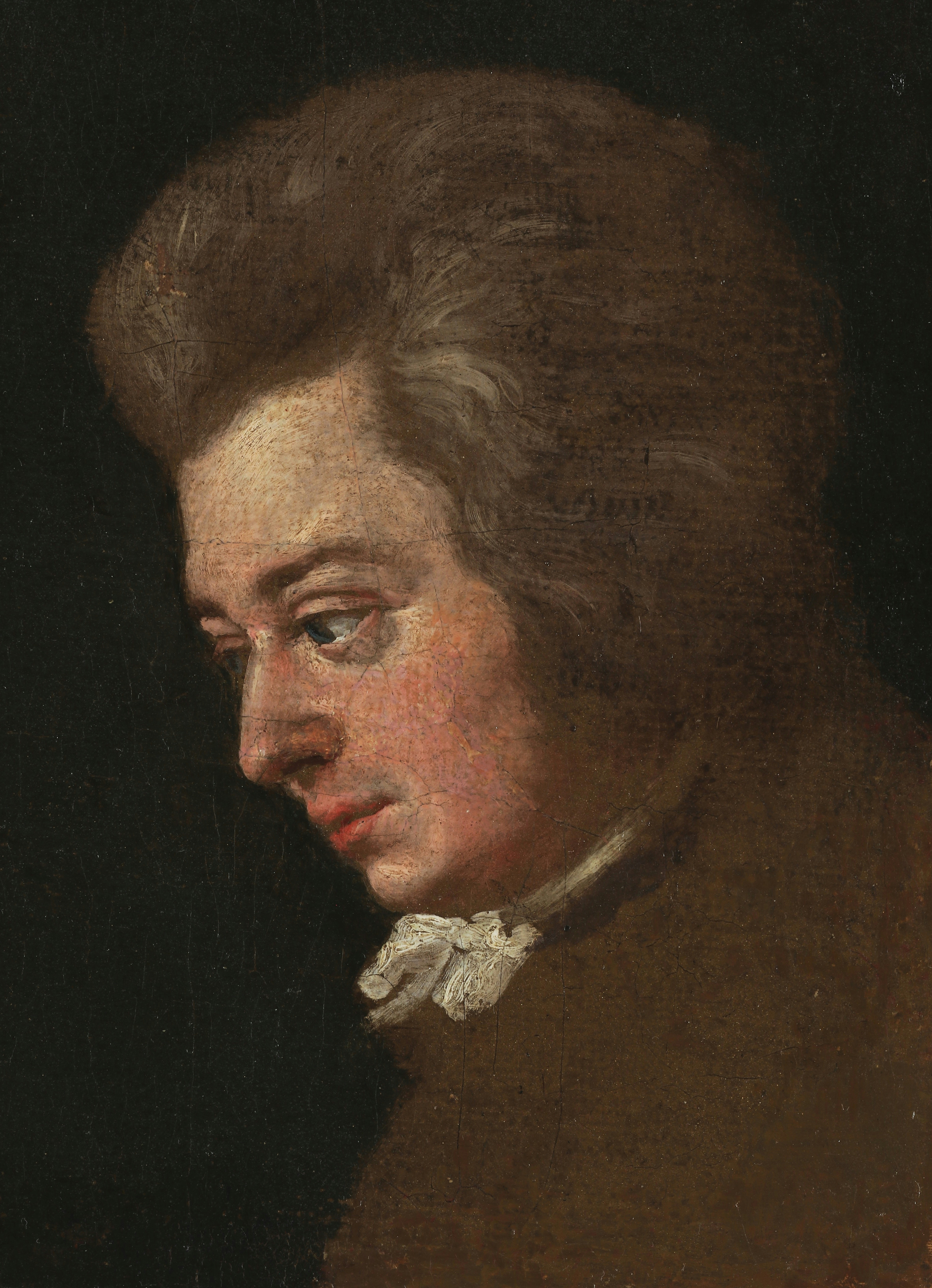
Wolfgang Amadeus Mozart ritratto nel 1783 dal cognato Joseph Lange.

La sinfonia n. 40 in sol minore K 550 fu composta da Wolfgang Amadeus Mozart a Vienna nel 1788. È chiamata anche la Grande sinfonia in Sol minore per distinguerla dall'unica altra sinfonia di Mozart nella stessa tonalità, la n. 25 K 183, ed è la seconda di tre sinfonie (le altre sono la n. 39 e la n. 41) composte in rapida successione nell'estate del 1788.

## Storia

### Composizione
La data di completamento della sinfonia n. 40 è nota con esattezza perché Mozart, durante gli anni della sua maturità, tenne un catalogo completo delle proprie opere, nel quale inserì questa sinfonia il 25 luglio 1788. Si trattò, per Mozart, di un periodo eccezionalmente creativo, durante il quale completò anche le sinfonie n. 39 e n. 41, rispettivamente il 26 giugno e il 10 agosto. Nikolaus Harnoncourt ipotizzò che Mozart avesse composto le tre sinfonie come un'opera unitaria, sottolineando, fra le altre cose, che la sinfonia n. 40, in quanto opera centrale, non ha un'introduzione (a differenza della n. 39) e non ha un finale monumentale (come la n. 41).
Non è chiaro per quale scopo venne composta. Durante i suoi anni giovanili, quando risiedeva ancora a Salisburgo, la creazione di nuove sinfonie era stata un'attività a cui Mozart, per soddisfare richieste legate a commissioni nobiliari o a occasioni celebrative, si era dedicato con assiduità. Con il suo trasferimento a Vienna, avvenuto nel 1781, vennero meno i rapporti con la corte arcivescovile e con la nobiltà di Salisburgo e, perciò, la composizione di nuove sinfonie vide una netta diminuzione. La popolarità di Mozart a Vienna attraversava periodi di alti e bassi e il suo sostentamento si basava essenzialmente su lezioni private e su accademie per sottoscrizione, cioè su concerti destinati a raccogliere fondi a beneficio dei compositori.
Le rappresentazioni del Don Giovanni al Burgtheater di Vienna, iniziate il 7 maggio 1788, non riscossero il successo travolgente che avevano invece avuto a Praga, dove l'opera aveva esordito il 29 ottobre 1787, peggiorando ulteriormente la situazione finanziaria del compositore. A partire dal biennio 1786-87, infatti, Mozart aveva iniziato ad avere crescenti problemi economici: le sue entrate erano diminuite di circa un terzo rispetto al 1784, per poi calare ulteriormente nel 1788 e nel 1789. Il compositore, oltre agli umori altalenanti del pubblico viennese, scontò anche l'effetto di una congiuntura internazionale sfavorevole: la guerra russo-turca, che si stava combattendo in quegli anni fra l'Impero russo e l'Impero ottomano, ebbe ripercussioni anche sulla vita musicale viennese fra il 1788 e il 1791 portando, fra l'altro, a una drastica diminuzione generale dell'attività concertistica.
Per far fronte alle difficoltà economiche Mozart fu costretto a intensificare la sua attività con la realizzazione di nuovi brani destinati o all'insegnamento, o ad occasioni contingenti. Secondo i musicologi Otto Erich Deutsch e Maynard Solomon, Mozart stava preparando tre accademie per sottoscrizione che si sarebbero tenute al Trattnerhof o in una nuova struttura sulla Spiegelgasse di Vienna, di proprietà di un tale Philipp Otto, e le nuove sinfonie n. 39, 40 e 41 dovevano essere state composte per questo scopo. Mozart inviò anche due biglietti-omaggio per questi concerti ad un suo amico, Michael von Puchberg, ma dalle fonti documentali non è possibile stabilire con certezza se, poi, questi concerti ebbero effettivamente luogo oppure no.
La sinfonia n. 40 esiste in due versioni, che differiscono principalmente per il fatto che una (considerata la seconda versione) include parti per due clarinetti (con opportuni adattamenti alle altre parti dei fiati). Le partiture autografe di entrambe le versioni furono acquisite intorno al 1860 da Johannes Brahms, che in seguito donò i manoscritti alla Gesellschaft der Musikfreunde di Vienna, dove sono conservati tutt'oggi.

### Prima esecuzione e pubblicazione
Diversi musicologi, in passato, ipotizzarono che Mozart non avesse mai sentito eseguire la sua sinfonia n. 40. Studi moderni, invece, dimostrano come questa congettura sia improbabile. In una lettera del 10 luglio 1802 indirizzata all'editore Ambrosius Kühnel di Lipsia, infatti, il musicista Johann Wenzel (1762-1831) fece riferimento a un'esecuzione della sinfonia presso l'abitazione del barone Gottfried van Swieten con Mozart presente, ma l'esecuzione sarebbe stata così scadente che il compositore avrebbe lasciato la stanza. Inoltre, fra il 1788 e la morte di Mozart, avvenuta nel 1791, vennero tenuti numerosi concerti con musiche di Mozart dei quali sono sopravvissute copie dei programmi, i quali annunciano l'esecuzione di una sinfonia non identificata. Fra questi:
- Dresda, 14 aprile 1789, durante il viaggio verso Berlino di Mozart.
- Lipsia, 12 maggio 1789, durante lo stesso viaggio.
- Francoforte, 15 ottobre 1790.
- Sono sopravvissute copie del manifesto di un concerto tenuto il 17 aprile 1791 al Burgtheater di Vienna, diretto da Antonio Salieri. Il primo brano del programma era «Una grande sinfonia del signor Mozart».

Inoltre, siccome Mozart rimaneggiò la sinfonia, il musicologo Neal Zaslaw sostiene che questo dimostra che la composizione venne eseguita, poiché difficilmente Mozart avrebbe aggiunto i clarinetti e riscritto le parti del flauto e dell'oboe se non ci fossero state esecuzioni in programma. L'organico orchestrale del concerto del 1791 a Vienna elenca, fra gli altri, i fratelli clarinettisti Anton e Johann Stadler, particolare che, sempre secondo Zaslaw, limiterebbe le possibilità solo alle sinfonie n. 39 e n. 40, in quanto sono le uniche due a prevedere tale strumento nella partitura.
Sempre secondo Neal Zaslaw è probabile che sia stata eseguita anche la versione senza clarinetti della sinfonia n. 40, in quanto Mozart potrebbe avere sentito la necessità di rivedere la sinfonia e di aggiungere alcune parti dopo averne effettivamente ascoltato dal vivo l'esecuzione e aver constatato che esistevano alcuni aspetti da migliorare. Non è chiaro per quale scopo venne composta, ma Otto Erich Deutsch suggerì che Mozart si stesse preparando per tenere una serie di tre concerti in una nuova struttura sulla Spiegelgasse di Vienna. Il compositore inviò anche alcuni biglietti per questi concerti ad un suo amico, Michael von Puchberg, ma non è possibile stabilire con certezza se questi concerti ebbero effettivamente luogo oppure no. La prima edizione fu stampata a Offenbach nel 1794 dall'editore Johann André, che ne pubblicò le parti separate. La partitura completa fu pubblicata nel 1880 a Lipsia da Breitkopf & Härtel, che la stampò con il titolo Wolfgang Amadeus Mozarts Werke, Serie VIII, No. 40.

## Strumentazione
La partitura è scritta per un'orchestra composta da:
- Archi: violino 1° e 2°, viola, violoncello e contrabbasso.
- Fiati: due oboi, due clarinetti (aggiunti nel 1791 nella seconda versione), due corni, due fagotti, flauto.

Sono assenti trombe e timpani, strumenti invece presenti nelle ultime sinfonie di Mozart, quali la n. 39 e la n. 41.

## Struttura e analisi
Sono presenti quattro movimenti, coerentemente con i canoni del Classicismo. Tutti i movimenti, con l'eccezione del terzo, sono in forma-sonata.
1. Allegro molto, in Sol minore, tempo 2/2.
2. Andante, in Mi bemolle maggiore, tempo 6/8.
3. Minuetto: Allegretto, in Sol minore, tempo 3/4, e Trio, in Sol maggiore, tempo 3/4.
4. Allegro assai, in Sol minore, tempo 2/2.

### Allegro molto
Il primo movimento inizia in modo insolito e cupo, non con il primo tema, ma con l'accompagnamento, eseguito dalle viole. La tecnica di iniziare l'opera con l'accompagnamento anziché con la proposizione diretta del tema sarà usata da Mozart anche nel suo concerto per pianoforte e orchestra n. 27 K 595 e diventerà comune nella musica del romanticismo (per esempio nell'apertura del concerto per violino e orchestra op. 64 di Felix Mendelssohn e nel concerto per pianoforte e orchestra n. 3 di Sergei Rachmaninoff). Secondo il musicologo William Caplin, le prime quattro battute costituiscono l'idea di base, le seconde quattro la ripetizione dell'idea base.
Sempre seguendo Caplin, la ripetizione dell'idea di base è in forma di domanda-risposta: infatti, le prime quattro battute muovono dalla tonica all'accordo di ii grado in terzo rivolto, mentre le seconde quattro battute dalla dominante (V grado, in primo rivolto, poi allo stato fondamentale) alla tonica. Soggiace a questa struttura il chiasmo armonico I - V - V - I, che caratterizza una molteplicità di temi della musica del periodo classico. Mozart ripropone tale configurazione, in qualche maniera convenzionale, per il tema principale della sinfonia, ma la reinterpreta in senso "barocco" (la struttura armonica è I - ii - V - I, simile a quella dell'inizio del primo preludio del primo volume de Il clavicembalo ben temperato di Johann Sebastian Bach), mentre Ludwig van Beethoven userà il chiasmo armonico nella sua forma più cruda, come nel tema principale della sonata per pianoforte op. 2 n. 3 in Do maggiore del 1795. Di seguito, l'incipit del movimento:

### Andante
Il secondo movimento ha un metro di 6/8 ed è in Mi bemolle maggiore, che è la sopradominante maggiore della tonalità di Sol minore, in cui è composto il resto della sinfonia. Il motivo iniziale è enunciato in piano dagli archi e, successivamente, si inseriscono i fiati rispondendo a una figura che fungerà da elemento di dialogo fra le sezioni. Di seguito, l'incipit del movimento:

### Minuetto: Allegretto - Trio
Il minuetto, che con il suo piglio insolitamente severo ha ben poco del carattere mondano di questa danza settecentesca, inizia con un'emiolia e con due frasi di tre battute ciascuna. Il trio, che contrasta con il minuetto per via del suo stile più leggero e spensierato, è in Sol maggiore e vede l'alternarsi di sezioni per soli archi e sezioni per soli fiati. Di seguito, gli incipit del minuetto e del trio:

### Allegro assai
Il quarto e ultimo movimento si apre con una rapida serie di note ascendenti, delineando una triade di tonica. Questo effetto è noto come razzo di Mannheim, dal nome dell'omonima scuola musicale che per prima lo ha utilizzato. Il movimento è prevalentemente costituito da frasi di otto battute. All'inizio dello sviluppo vi è un passaggio modulante che desensibilizza notevomente la tonalità: in questa sezione viene infatti suonata ogni nota della scala cromatica eccetto una, il Sol bequadro, che è proprio la tonica. Di seguito, l'incipit del movimento:

## Commenti
Originariamente considerata come esempio di grazia e di leggerezza, forse confondendo la semplicità con cui vi si sviluppano e susseguono le varie idee musicali, la sinfonia n. 40 appare oggi come fortemente introspettiva e di alto contenuto drammatico. Il musicologo Charles Rosen la definì «un'opera di passione, violenza e dolore». Il minuetto è un esempio di questa drammaticità e anticipa quelle atmosfere romantiche che si ritroveranno poi in Beethoven. Il musicologo Alfred Einstein, descrivendo gli sconvolgimenti armonici della sinfonia, la definì «eroicamente tragica»: «sono come dei tuffi negli abissi dell'anima, simbolizzati in modulazioni tanto audaci che i contemporanei di Mozart non devono essere stati in grado di seguirli e tanto sublimi che soltanto Mozart stesso poté riportarli su di un livello terreno». La sinfonia n. 40 fu modello per numerosi autori di musica sinfonica del primo Ottocento. Beethoven, ad esempio, ne aveva ricopiato 29 battute in uno dei suoi quaderni. È probabile che il tema di apertura del quarto movimento sia stato d'ispirazione per Beethoven nel comporre il terzo movimento della sua quinta sinfonia.